# Death 'n' roll
Il death 'n' roll è un genere musicale nato in Svezia negli anni Novanta grazie agli Entombed, che nell'album Wolverine Blues del 1993 mescolarono il death metal al rock 'n' roll e al boogie rock.
Il canto è in growl ma contiene reminiscenze soprattutto del rock 'n' roll anni sessanta, ma anche influenze di gruppi hard rock come Black Sabbath, AC/DC, Deep Purple e Thin Lizzy.
I principali gruppi sono considerati gli Entombed e i Gorefest.
Anche alcuni singoli lavori di altri gruppi sono stati associati a questo genere, come l'album Swansong dei Carcass, pubblicato nel 1996.

## Storia

### Origini
Con la pubblicazione nel 1993 di Wolverine Blues degli Entombed, la stampa musicale conia il termine "death 'n' Roll", etichetta che ha successivamente qualificato tutta la produzione del gruppo.
Sebbene il termine sia nato per identificare lo stile degli Entombed Daniel Ekeroth, autore del libro Swedish Death Metal, associa lo stile ad un gruppo precedente, molto meno noto, i Furbowl. Altre band svedesi sono state accostare a questo stile: i Nine, i Vermin e i Dellamorte.
Un'altra pubblicazione death 'n' roll rilevante è Soul Survivor dei Gorefest, 
Le prime avvisaglie del passaggio a questo stile fu il tour club dello stesso anno, dove i Gorefest eseguivano pezzi degli AC/DC, dei Black Sabbath e dei Deep Purple.
I Gorefest si sciolsero successivamente alla pubblicazione dell'ultimo album degli anni '90, Chapter 13, che proseguiva la linea intrapresa in Soul Survivor. Tra l'altro, due membri suonano nei Live & Dangerous, tribute band olandese dei Thin Lizzy.
Altro gruppo importante sono i Six Feet Under, gruppo formato nel 1993 dal cantante Chris Barnes dei Cannibal Corpse e da Allen West degli Obituary.

## Il dibattito
Messi di fronte all'etichetta "death 'n' roll" nel corso di interviste, è accaduto che gli stessi musicisti death metal reagissero con scetticismo.
LG Petrov degli Entombed ha rilasciato in merito questa dichiarazione:
When we write songs, we aren't thinking it has to be a particular style.»
(Lars Göran Petrov)
Intervistato circa la commistione tra Death Metal e Rock 'n' Roll,  Frank Harthoorn dei Gorefest ha replicato:
(Frank Harthoorn)
Chad Bowar, l'esperto heavy metal di About.com, ha usato il termine "Death 'n' roll" in diverse recensioni e interviste.
Blabbermouth, sito informativo della Roadrunner Records ha qualificato rispettivamente gli Hearse, i The Generals e i Desultory come band Death 'n' Roll svedesi e i The Kandidate come band Death 'n' Roll danesi.
In diversi siti internazionali specializzati l'indicizzazione delle band come appartenenti al genere death 'n' roll è attualmente in uso e decine di band vengono etichettate come death 'n' roll.